# Sic semper tyrannis

Zegel van Virginia

Sic semper tyrannis is een Latijnse zin die "Zo vergaat het tirannen altijd" betekent. Deze zin werd toegeschreven aan Marcus Junius Brutus, die dit zou hebben gezegd toen hij Julius Caesar vermoordde, maar wordt niet bevestigd in antieke bronnen. John Wilkes Booth schijnt deze woorden te hebben gebruikt in een verlopen agenda, die hij had gebruikt als dagboek waarin hij had geschreven dat hij deze woorden had geuit voordat hij Abraham Lincoln had vermoord. Sinds 1776, op instigatie van George Mason, is Sic semper tyrannis het statelijke motto van Virginia en staat deze zin ook in het zegel en de vlag van Virginia.